# Giacomo della Porta

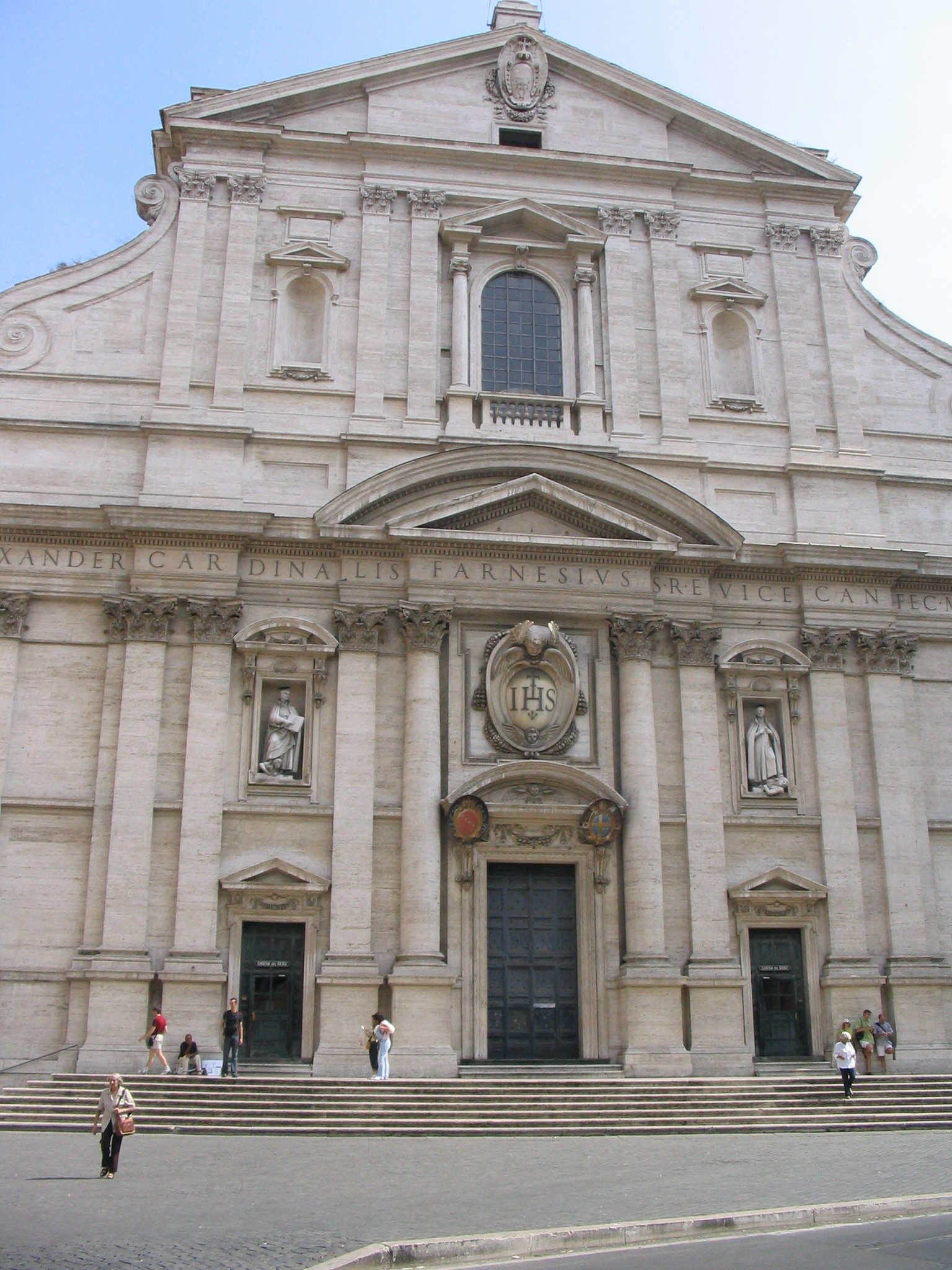
Fachada de la iglesia del Gesù en Roma.

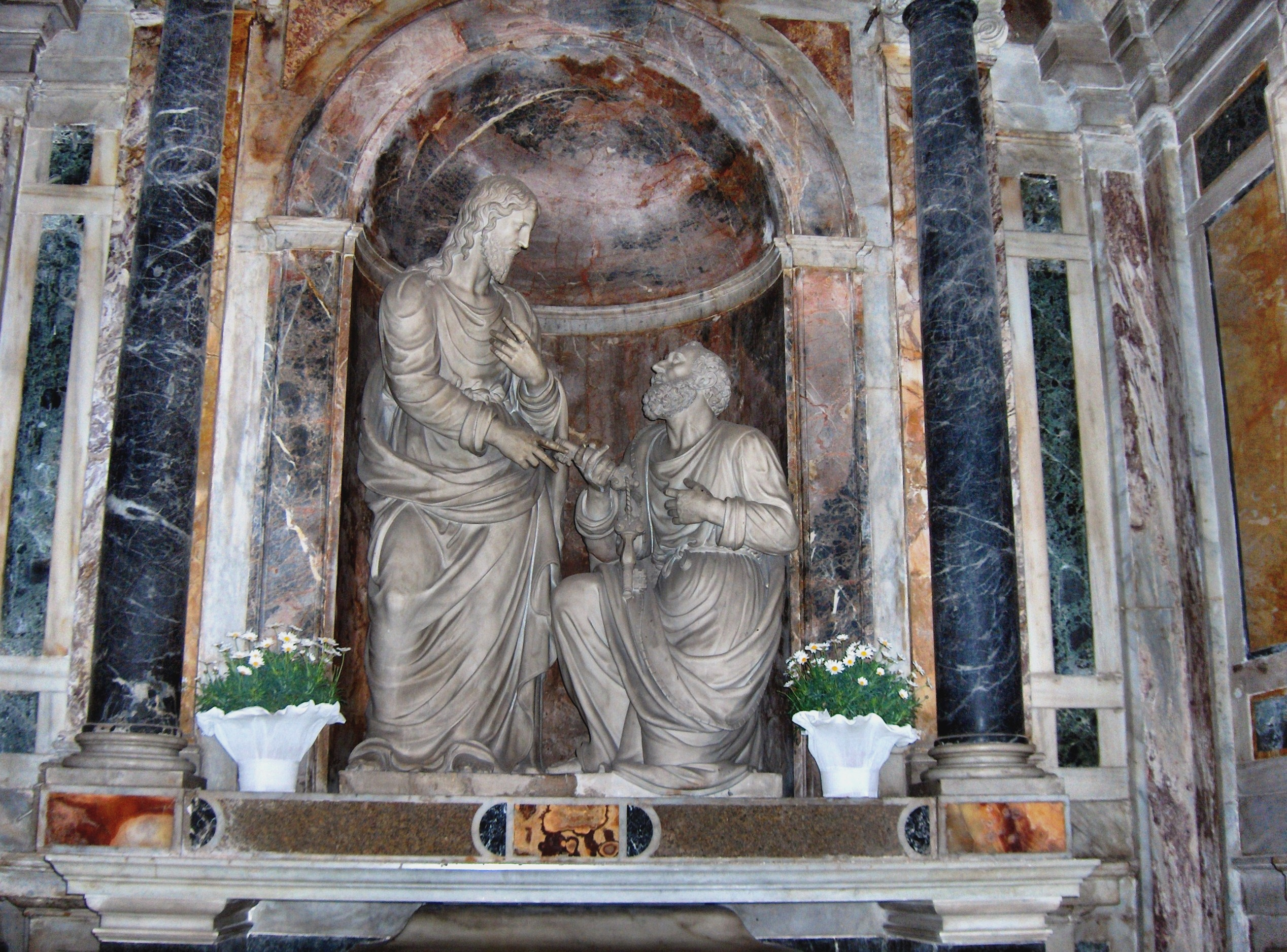
Cristo entregando las llaves del cielo a San Pedro (1594), Basílica de Santa Pudenciana, Roma.

Giacomo della Porta (c. 1532 -Roma, 1602) fue un escultor y arquitecto italiano que trabajó en muchos edificios importantes en Roma, incluyendo la Basílica de San Pedro de la Ciudad del Vaticano.

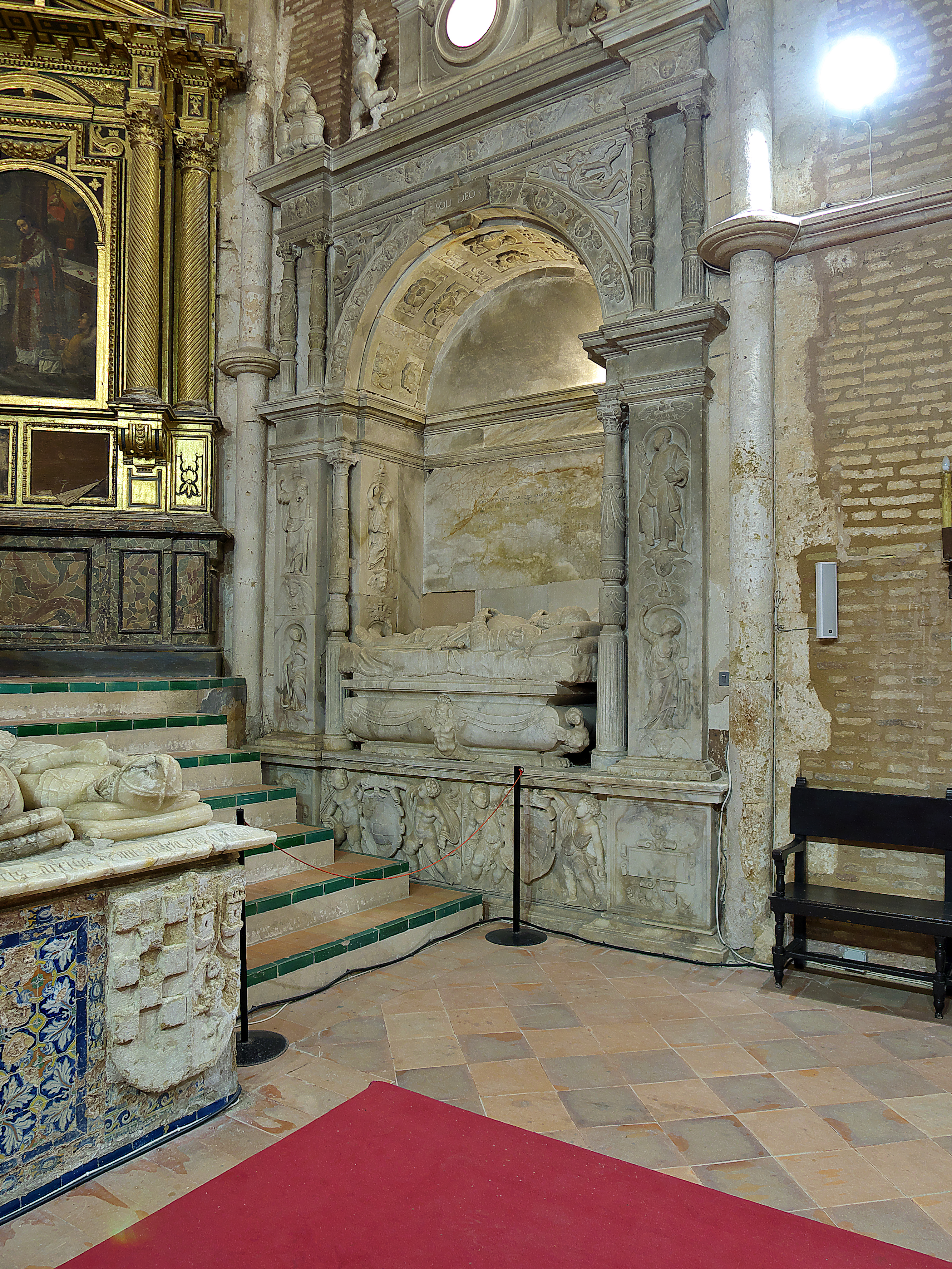
Sepulcro de Juan Portocarrero, Monasterio de Santa Clara (Moguer)

## Biografía
Della Porta nació en Porlezza, Lombardía. Colaborador de Miguel Ángel y alumno de Vignola, fue influenciado por ambos maestros. Después de 1563 trabajó sobre los planos de Miguel Ángel para la reconstrucción de los espacios abiertos de la capital: en la colina del Capitolio intervino en el diseño de la fachada y las escalinatas del Palacio senatorial.
Tras la muerte de Vignola en 1573, continuó la construcción de la iglesia del Gesù, y en 1584 modificó su fachada con su propio diseño. Desde 1573 lideró la reconstrucción de la Basílica de San Pedro, y posteriormente, en colaboración con Domenico Fontana, completó la cúpula (1588-1590).
Della Porta completó la mayoría de las fuentes romanas del siglo XVI, incluyendo las de Neptuno y del Moro.

## Principales obras
- Oratorio del Santísimo Crucifijo (1562-1568)
- Iglesia del Gesù (1571-1575)
- Fuentes en el Palacio Borghese (1573)
- Fuentes en la Plaza Colonna (1574)
- Pequeña fuente en Piazza Navona (1574)
- Una fuente en el Piazza della Rotonda
- Palazzo Senatorio (1573-1602)
- Palazzo della Sapienza (1578-1602)
- Palazzo Capizucchi (1580)
- Santa Maria dei Monti (1580)
- Sant'Atanasio dei Greci (1581)
- Fachada de San Luis de los Franceses (1589)
- Fuente de las tortugas (1584)
- Santa Maria Scala Coeli
- Palazzo Marescotti (1585)
- Palazzo Serlupi (1585)
- Trinità dei Monti (1586)
- Fontana de la Piazza alli Monti (1589)
- Cúpula de la Basílica de San Pedro (1588-90)
- Fuentes en la Piazza di Santa Maria in Campitelli (1589)
- Fuentes en Santi Venanzio e Ansovino (1589)
- Fontana della Terrina (1590)
- Escultura de Cristo entregando las llaves a san Pedro (1594), altar de la capilla San Pedro, Basílica de Santa Pudenciana.
- Palazzo Fani (1598)
- San Paolo alle Tre Fontane (1599).
- San Nicola in Carcere (1599).
- Palazzo Albertoni Spinola (1600).
- Villa Aldobrandini, (1600-02) en Frascati.
- Cappella Aldobrandini (1600-02) en Santa Maria sopra Minerva[1]